# Jenny Mastoraki
Jenny (Ifigenia) Mastoraki, (gr. Τζένη Μαστοράκη), urodziła się 21 lutego 1949 w Zografou, zmarła 30 lipca 2024 w Atenach) była grecką poetką, tłumaczką (z języka angielskiego, niemieckiego, włoskiego), pisarką.

## Biografia
Urodziła się 21 lutego 1949 roku w Zografou, była młodszą siostrą dziennikarza i reżysera Nikosa Mastorakisa.
Studiowała filologię bizantyjską i średniowieczną na Uniwersytecie Narodowym im Kapodistrisa w Atenach.
Należy do tzw. Pokolenia lat 70., grupy greckich pisarzy i poetów, którzy zaczęli publikować swoje dzieła w latach 70. XX wieku, a zwłaszcza pod koniec junty pułkowników. Jej pierwszy wiersz ukazał się w 1971 roku. Wiersz ten znalazł się w „Antyantologii”  Dimitrisa Iatropoulosa. Jej pierwsza książka poetycka zatytułowana „Opłaty za przejazd” została opublikowana w 1972 roku.
Jenny Mastoraki nim zadebiutowała jako poetka, napisała książkę o zespole ΜΠΗΤΛΣ, czyli The BEATLES. Była to pierwsza tego typu publikacja w Grecji a także pierwsza książka Mastoraki (przed tomikami poezji), miała wtedy 17 lat. „Beatles and Co”, w wydawnictwie M Plus M Enterprises, 1966.
Jej twórczość poetycka wzbudziła zainteresowanie Yannisa Ritsosa i Nany Kallianesi, a jej wiersze zostały przetłumaczone na różne języki i opublikowane w antologiach i czasopismach na całym świecie.
W 1989 roku otrzymała nagrodę Thornton Niven Wilder Award przyznaną przez Uniwersytet Columbia za pracę tłumaczeniową. Ponadto w 1992 roku otrzymała nagrodę Międzynarodowej Rady ds. Książek dla Młodzieży (International Board on Books for Young People, IBBY) za przekład książki Podróż „Wędrowca do Świtu” (Ο ταξιδιώτης της αυγής), Książka autorstwa: C.S. Lewisa.
Zmarła 30 lipca 2024 roku w wieku 75 lat (choroba nowotworowa) Jej pogrzeb odbył się 1 sierpnia w Świętym Kościele Agia Zoni w Kypseli, a pochówek odbył się na cmentarzu w Zografou.

## Twórczość poetycka

### Poezja[5]
- Διόδια, [Opłaty za przejazd], 1972
- Το σόι [Ród], 1978
- Ιστορίες για τα βαθιά, [Opowieści o głębiach], 1983
- Μ' ένα στεφάνι φως [W wieńcu światła], 1989

### Poezja w przekładzie na język polski
- Poetki Miłości. Wybór wierszy współczesnych poetek greckich, przekład M. Ganaciu, S. Srokowski, Krakowa Agencja Wydawnicza, Wrocław 1992.
- „Opowieści o głębi", M. Bzinkowski, [w:] „Czas Literatury", nr 1/2018, Kraków.

### Wybrane tłumaczenia
- Antologia science fiction, tom I, II, III
- Ο σύγχρονος καπιταλισμός και άλλα δοκίμια (Modern Capitalism and Other Essays), Paul Sweezy (Boukoumanis, 1977)
- Η ανατομία της ανθρώπινης καταστροφικότητας (The Anatomy of Human Destructiveness), Erich Fromm (Boukoumanis, 1977)
- Εισαγωγή στην κοινωνιολογία (Introduction to Sociology), Imogen Seger (Boukoumanis, 1977)
- Η γλώσσα της σύγχρονης μουσικής (The Language of Modern Music), Donald Mitchell (Epikouros, 1977)
- Το παρόν σαν ιστορία (The Present as History), Paul Sweezy (Boukoumanis, 1978)
- Εισαγωγή στην κοινωνική ψυχολογία (Introduction to Social Psychology), Peter R. Hofstätter (Nea Synora, 1978)
- Πάνω από το ανθρώπινο (More Than Human), Theodore Sturgeon (Exantas, 1978)
- Ο φύλακας στη σίκαλη (The Catcher in the Rye), J.D. Salinger (Epikouros, 1978)
- Η καβαφική Αλεξάνδρεια: εξέλιξη ενός μύθου (Cavafy's Alexandria: Study of a Myth in Progress), Edmund Keeley (Ikaros, 1979)
- Ατελεύτητο (Sconclusione), Giorgio Manganelli (Grammata, 1981)
- Το λιοντάρι, η μάγισσα και η ντουλάπα (The Lion, the Witch and the Wardrobe), C.S. Lewis (Kedros, 1981)
- Γράμματα στα κοριτσάκια και φωτογραφίες (Letters to the Little Girls and Photos), Lewis Carroll (Agra, 1982)
- Εγκώμιο του εγκλήματος (Abschweifung), Karl Marx (Agra, 1982)
- Η σπασμένη στάμνα (Der zerbrochne Krug), Heinrich von Kleist (Society for Studies of Modern Greek Culture and General Education, 1982)
- Οι μαριονέτες (Über das Marionettentheater), Heinrich von Kleist (Agra, 1982)
- Νεύρωση και πάλη των τάξεων (Neurose und Klassenkampf), Michael Schneider (Rappas, 1982)
- Κωνσταντίνος Καβάφης (Constantine Cavafy), Peter Bien (Kedros, 1983)
- Η ζούγκλα (The Jungle), Upton Sinclair (Grammata, 1983)
- Το λιοντάρι του Γιαχίν-Μποάζ και του Μποάζ-Γιαχίν (The Lion of Boaz-Jachin and Jachin-Boaz), Russell Hoban (Grammata, 1983)
- Ο ανεψιός του μάγου (The Magician's Nephew), C.S. Lewis (Kedros, 1984)
- Η τύφλωση (Die Blendung), Elias Canetti (Grammata, 1985)
- Ο ταξιδιώτης της αυγής (The Voyage of the Dawn Treader), C.S. Lewis (Kedros, 1986)
- Το άλογο και το αγόρι του (The Horse and His Boy), C.S. Lewis (Kedros, 1986)
- Οι απόψεις ενός κλόουν (Ansichten eines Clowns), Heinrich Böll (Grammata, 1986)
- Η κλασική παράδοση (The Classical Tradition), Gilbert Highet (MIET, 1988)
- Ο πρίγκιπας Κασπιανός (Prince Caspian), C.S. Lewis (Kedros, 1988)
- Λιγεία (Ligeia), Edgar Allan Poe (Stigmi, 1991)
- Το αρχαίο μυθιστόρημα (Den antika romanen), Tomas Hägg (MIET, 1992)
- Τέφρα και σκιά (Ashes to Ashes), Harold Pinter (Kastaniotis, 2000)
- Καθαροί, πια (Cleansed), Sarah Kane (Nea Skini, 2001)
- Λαχταρώ (Crave), Sarah Kane (Nea Skini, 2003)
- Πριν από το στερνό ταξίδι (Before the Last Journey), Miguel de Cervantes (MIET, 2005)
- Ο μανδραγόρας (Mandragola), Niccolò Machiavelli (Teatro del Nuovo Mondo, 2008)

## Źródła
- Μαστοράκη Τζένη - Βιβλιονέτ. www.biblionet.gr. [dostęp 2016-07-15].